# Вражале
Вражале (на македонска литературна норма: Вражале; на албански: Vrazhalla) е село в община Зелениково на Северна Македония.

## География
Селото е разположено в областта Торбешия.

## История
В XIX век Вражале е село в Скопска каза на Османската империя. Според статистиката на Васил Кънчов („Македония. Етнография и статистика“) от 1900 г. Вражалци е населявано от 240 жители арнаути мохамедани.
След Междусъюзническата война в 1913 година селото попада в Сърбия.
На етническата си карта от 1927 година Леонард Шулце Йена показва Вражалци (Vražalci) като албанско село.
Според преброяването от 2002 година селото има 102 жители – 101 албанци и 1 друг.